# Les Maillys
Les Maillys is een gemeente in het Franse departement Côte-d'Or (regio Bourgogne-Franche-Comté) en telt 764 inwoners (1999). De plaats maakt deel uit van het arrondissement Dijon.

## Geografie
De oppervlakte van Les Maillys bedraagt 29,6 km², de bevolkingsdichtheid is 25,8 inwoners per km².
De onderstaande kaart toont de ligging van Les Maillys met de belangrijkste infrastructuur en aangrenzende gemeenten.

## Demografie
Onderstaande figuur toont het verloop van het inwonertal (bron: INSEE-tellingen).